# Boekenpauw
De Boekenpauw, ook wel de Yvonne Gillé-Decoeneprijs genoemd, is een jaarlijkse Vlaamse boekenprijs voor het best geïllustreerde kinder- of jeugdboek uit het voorafgaande jaar. Jarenlang werden alleen Vlaamse illustratoren bekroond. Vanaf 2016 komen ook Nederlandse illustratoren in aanmerking voor deze prijs.
De prijzen worden toegekend door de vzw boek.be in het kader van de jeugdboekenprijzen. Sinds 2000 worden naast de Boekenpauw ook jaarlijks twee Boekenpluimen uitgereikt, dit zijn eervolle vermeldingen.
In 2017 werd de Boekenpauw niet uitgereikt vanwege de reorganisatie van Boek.be en een evaluatie van alle bestaande prijzen. In 2018 volgt een doorstart van de Boekenpauw en ook van de Boekenleeuw, de prijs voor de auteur van het beste kinderboek. De Boekenpauw wordt voortaan toegekend aan het best geïllustreerde kinderboek van de lage landen. Voor de winnaar is een bedrag van 2500 euro beschikbaar. De prijs wordt gesponsord door de GAU (Groep Algemene Uitgevers) en de Belgische auteursvereniging Sabam.
De Boekenpauw werd viermaal (1990, 1995, 2002 en 2007) uitgereikt aan Gerda Dendooven. De illustratoren Carll Cneut (2000 en 2004), Goele Dewanckel (1999 en 2005), Ingrid Godon (2001 en 2015), Tom Schamp (2008 en 2013) en André Sollie (1998 en 2010) viel elk tweemaal deze eer te beurt.

## Lijst van laureaten

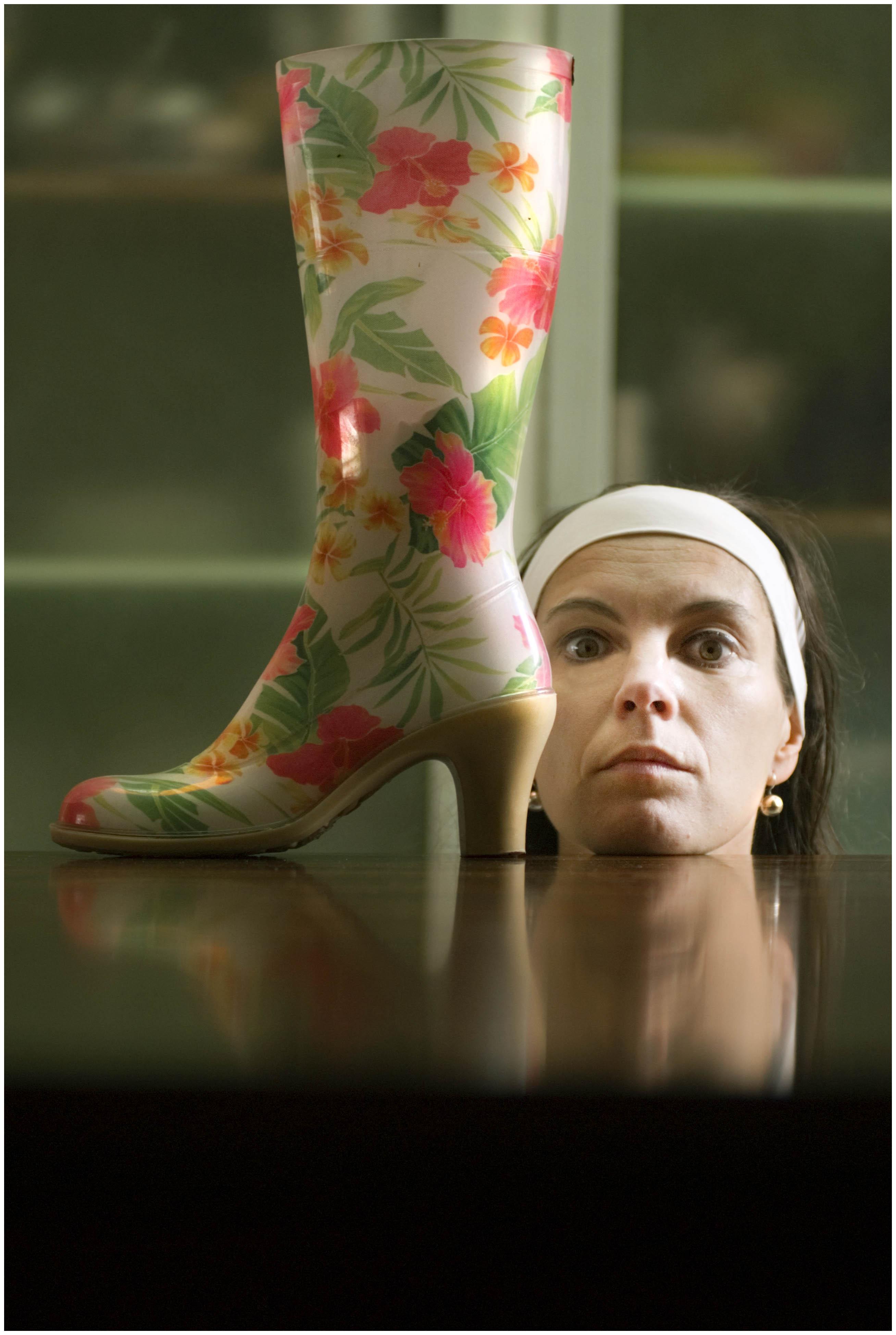
Gerda Dendooven (2006) won viermaal de Boekenpauw

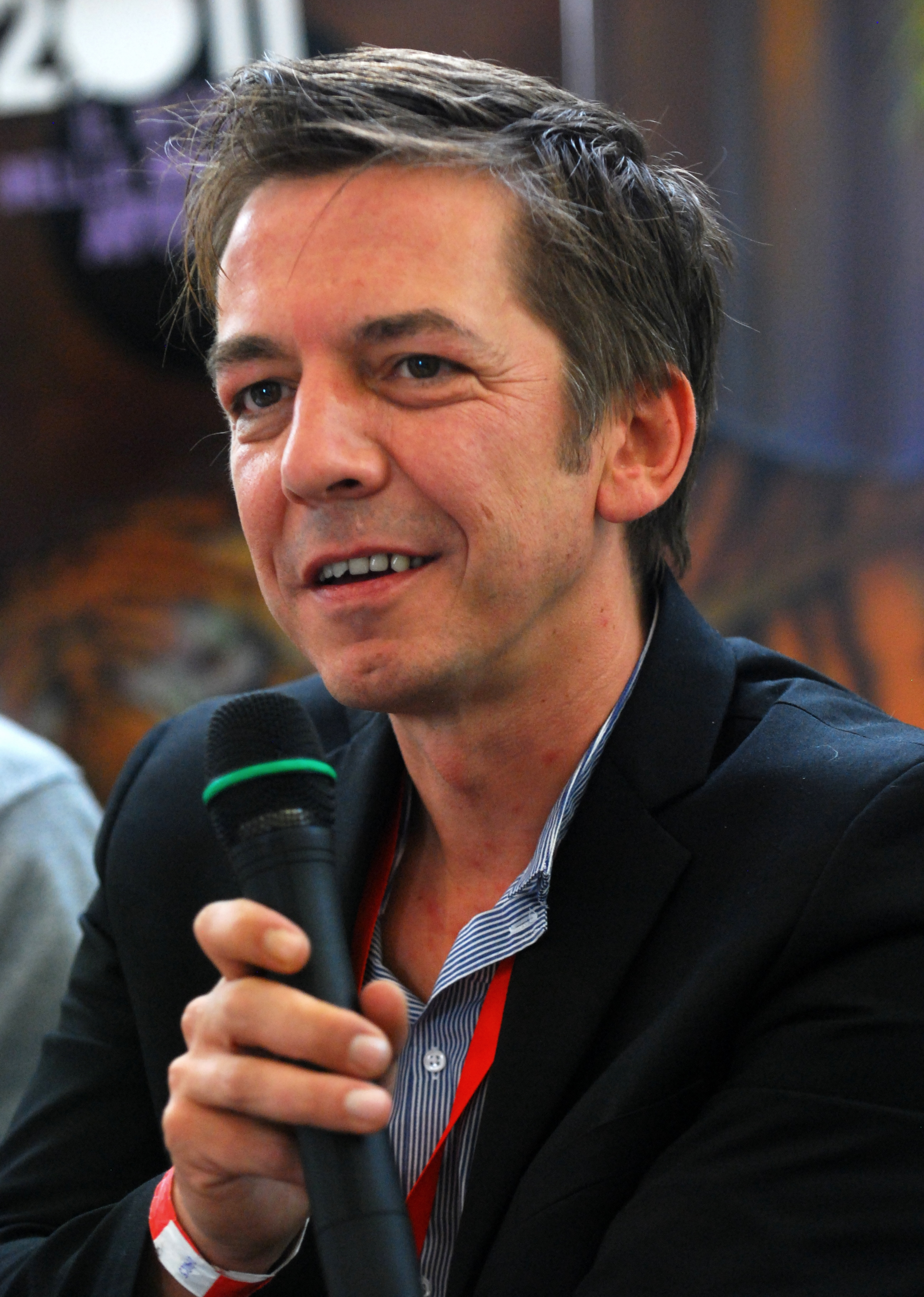
Carll Cneut (2011) won tweemaal de Boekenpauw

- 2020: Sebastiaan Van Doninck voor De fantastische vliegwedstrijd
- 2019: Kaatje Vermeire voor Ans & Wilma verdwaald, auteurs Alice Reijs en Ariane Van Vliet (De Eenhoorn, 2018)
- 2018: Marit Törnqvist voor Het gelukkige eiland (Querido, 2017)[3]
- 2017: niet uitgereikt
- 2016: Kitty Crowther voor Mama Medusa (De Eenhoorn, 2015)
- 2015: Ingrid Godon voor Ik denk, auteur Toon Tellegen (Lannoo, 2014)
- 2014: Anton Van Hertbruggen voor Het hondje dat Nino niet had, auteur Edward van de Vendel (De Eenhoorn, 2013)
- 2013: Tom Schamp voor Het leukste abc ter wereld, vertaald uit het Frans door Sylvia Vanden Heede (Lannoo, 2012)
- 2012: Leo Timmers voor Broem (Querido, 2011)
- 2011: Ellen Vrijsen voor Cantecleir, auteurs Greet Vissers en Jo Roets (De Eenhoorn, 2010)
- 2010: André Sollie voor De Zomerzot (Querido, 2009)
- 2009: Sabien Clement voor En iedereen ging op zijn mieren zitten, auteur Paul de Moor (Lannoo, 2008)
- 2008: Tom Schamp voor De 6de dag, auteur Tine Mortier (De Eenhoorn, 2007)
- 2007: Gerda Dendooven voor Het verhaal van slimme Krol. En hoe hij aan de dood ontsnapte (Querido, 2006)
- 2006: Isabelle Vandenabeele voor Mijn schaduw en ik, auteur Pieter van Oudheusden (De Eenhoorn, 2005)
- 2005: Goele Dewanckel voor Het mooie meisje, auteur Pieter van Oudheusden (De Eenhoorn, 2004)
- 2004: Carll Cneut voor Mijnheer Ferdinand, auteur Agnes Guldemont (De Eenhoorn, 2003)
- 2003: Klaas Verplancke voor Heksje Paddenwratje, auteur Henri van Daele (Davidsfonds, 2002)
- 2002: Gerda Dendooven voor Meneer papier gaat uit wandelen, auteur Elvis Peeters (De Eenhoorn, 2001)
- 2001: Ingrid Godon voor Wachten op Matroos, auteur André Sollie (Singel, 2001)
- 2000: Carll Cneut voor Willy, auteur Geert De Kockere (De Eenhoorn, 1999)
- 1999: Goele Dewanckel voor Zeg me dat het niet zal sneeuwen, auteur Jaak Dreesen (Averbode, 1998)
- 1998: André Sollie voor De brief die Rosie vond, auteur Bart Moeyaert (Standaard, 1997)
- 1997: Marjolein Pottie voor Muu, auteur Geert De Kockere (De Eenhoorn, 1996)
- 1996: Anne Westerduin voor Een koekje voor Blekkie, auteur Agnes Verboven (Clavis, 1995)
- 1995: Gerda Dendooven voor Strikjes in de Struiken, samenstelling Ben Reynders (Davidsfonds, 1994) Bundeling van de beste inzendingen voor een Belgische poëziewedstrijd voor kinderen.
- 1994: Kristien Aertssen voor Tante Nans zat op een gans, auteur An Debaene en Cathy Goossens (De Eenhoorn, 1993)
- 1993: Lieve Baeten voor Nieuwsgierige Lotje (De Eenhoorn, 1992)
- 1992: Geert Vervaeke voor Puntje puntje puntje, auteur Geert De Kockere (De Eenhoorn, 1991)
- 1991: Roland Vandenbussche (postuum) voor Met weinig eerbied. Museumgids voor jongeren, auteur Pierre Van Rompaey (Hadewych, 1990)
- 1990: Gerda Dendooven voor IJsjes (Clavis, 1989)
- 1989: Koen Fossey voor Moet je echt weg, auteur Ed Franck (Clavis, 1987)